# ベンジャミン・フランクリン・メダル (ロイヤル・ソサエティ・オブ・アーツ)
ベンジャミン・フランクリン・メダル（Benjamin Franklin Medal）は、イギリスとアメリカの相互理解の促進に多大な貢献をした個人や団体に対してロイヤル・ソサエティ・オブ・アーツによって授与される。
ベンジャミン・フランクリンの生誕250周年と同協会の発足200周年を記念して1956年に制定された。毎回、英国と米国の市民に交互に授与される。

## 受賞者
- 1957年: フレデリック・カーランド・ウィリアムス
- 1958年: ピーター・ユスティノフ
- 1959年: George Horatio Nelson
- 1960年: Robert Nicholson
- 1961年: Alick Dick
- 1962年: The Lord Rootes
- 1963年: ジョン・ヘイ・ホイットニー
- 1964年: Evelyn Wrench
- 1965年: ポール・メロン
- 1966年: Denis William Brogan
- 1967年: Detlev Bronk
- 1968年: Peter Wilson
- 1969年: Louis Booker Wright
- 1970年: Denning Pearson
- 1971年: David K. E. Bruce
- 1972年: ウィリアム・ウォルトン
- 1973年: Alistair Cooke
- 1974年: マーゴ・フォンテイン
- 1975年: Wilmarth Sheldon Lewis
- 1976年: ハロルド・マクミラン
- 1977年: J・ウィリアム・フルブライト
- 1978年: アイヴァー・リチャーズ
- 1979年: Henry-Russell Hitchcock
- 1980年: アルフレッド・ラヴェル
- 1981年: リンカーン・カースティン
- 1982年: Roger Makins
- 1983年: ルイス・マンフォード
- 1984年: Gordon Richardson
- 1985年: Harry L. Hansen
- 1986年: David Wills
- 1987年: Kingman Brewster
- 1988年: Esmond Wright
- 1989年: サム・ワナメイカー
- 1990年: デイビッド・アッテンボロー
- 1991年: Edward Streator
- 1993年: ロバート・ヴェンチューリ、Denise Scott Brown
- 1994年: ジョン・テンプルトン
- 1995年: Raymond G. H. Seitz
- 1996年: デヴィッド・パットナム
- 1997年: ウィリアム・ヒューレット
- 1998年: Alex Trotman,
- 1999年: ジョージ・J・ミッチェル
- 2000年: ジュディ・デンチ
- 2001年: Philip Lader
- 2002年: Marjorie Scardino
- 2003年: コリン・パウエル
- 2004年: ジョナサン・アイブ
- 2005年: Amory Lovins
- 2008年: ケン・ロビンソン
- 2009年: Elizabeth Gould
- 2010年: Jonathan Israel
- 2011年: Lawrence W. Sherman
- 2013年: ウォルター・アイザックソン
- 2015年: Chris Anderson
- 2016年: Wendy Kopp
- 2024年: ラジ・チェティ

## 参照リンク
- Benjamin Franklin Medal